# Phyllanthus macraei
Phyllanthus macraei är en emblikaväxtart som beskrevs av Johannes Müller Argoviensis. Phyllanthus macraei ingår i släktet Phyllanthus och familjen emblikaväxter. Inga underarter finns listade i Catalogue of Life.